# Boiscommun
Boiscommun é uma comuna francesa na região administrativa do Centro, no departamento Loiret. Estende-se por uma área de 16,19 km². Em 2010 a comuna tinha 1 160 habitantes (densidade: 71,6 hab./km²).